# Te doy mi palabra
Te doy mi palabra fue un programa de radio que se emitió en Onda Cero los sábados y domingos de 8:00 a 12:00, presentado por Isabel Gemio entre septiembre de 2004 y el 17 de diciembre de 2017.

## Estructura
Se trataba de un programa que, para la mañana de los fines de semana de 8 a 12, respondía al formato de magazine o variedades. Incluía entrevistas, humor, salud y consejos para el ocio.

### Secciones
Entre las secciones que, a lo largo de los años, incluyó el programa, figuran las siguientes:
- - Los desayunos. Entrevistas a personajes relevantes del espectro político, social o cultural.
  - Hora de radioayuda. Consejos de psicología, con María Jesús Álava Reyes.
  - ¡Cómo está el patio!. Tertulia sobre actualidad.
  - Ciencia y más, con el experto Antonio Martínez Ron.
  - El transformativo, análisis de la actualidad en clave de humor, con Eloy Arenas.
  - El satiricón, con Ramón Miravitllas.
  - Objetivo bienestar, espacio sobre salud.
  - Amanecemos en, espacio sobre viajes.
  - Crítica cinematográfica, con Juan Pando.
  - Momentos musicales, con Nacho García.
  - Opinión política, con Fernando Sánchez-Dragó.
  - La guinda, con Matías Antolín.

## Premios
- Micrófono de Plata (2005).
- Antena de Oro (2006).
- Premio del Club Internacional de Prensa (2007).
- Micrófono de Oro (2009).

Todos a la presentadora Isabel Gemio.

## Audiencias
| Estudio general de medios | Oyentes sábado-domingo |
| ------------------------- | ---------------------- |
| 3 oleada EGM 2011         | 828.000-738.000        |
| 2 oleada EGM 2011         | 770.000-914.000        |
| 1 oleada EGM 2011         | 1.191.000-828.000      |
| 3 oleada EGM 2010         | 668.000                |
| 2 oleada EGM 2010         | 596.000-790.000        |
| 1 oleada EGM 2010         | 703.000-701.000        |